# Charles Redheffer

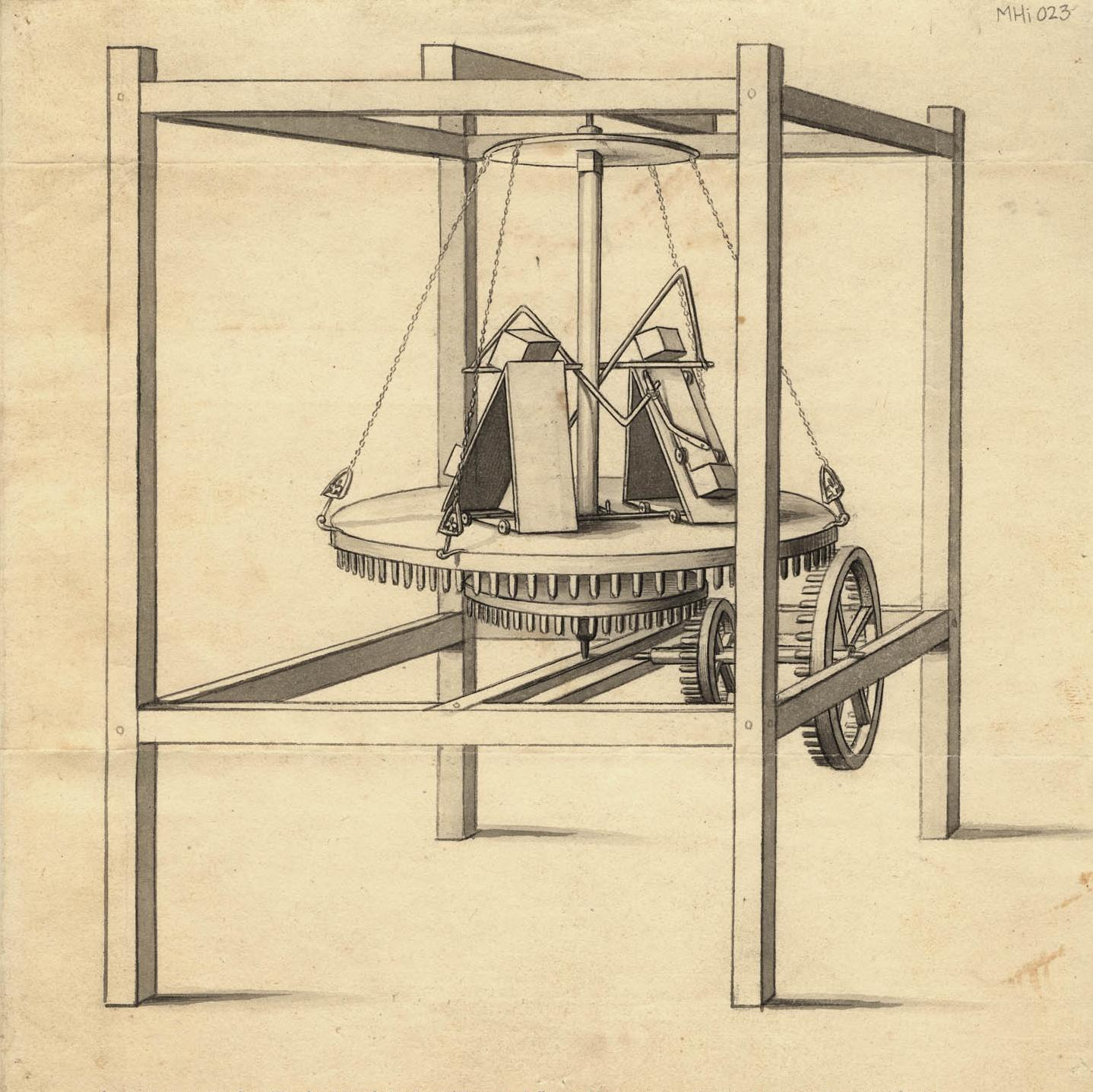
Sơ đồ chiếc máy đầu tiên của Redheffer

Charles Redheffer là một nhà sáng chế người Mỹ, người đã tuyên bố rằng mình đã phát minh ra một máy chuyển động vĩnh cửu. Xuất hiện lầu đầu tiên ở Philadelphia, Redheffer trưng bày phát minh của mình và thu tiền từ những người xem. Cho đến khi ông yêu cầu chính phủ trả tiền cho phát minh này, một nhóm kiểm tra viên đã đến để xem xét chiếc máy. Trong khi Redheffer cho rằng động cơ của ông giúp cho một thiết bị khác vận hành, nhóm kiểm tra viên lại phát hiện ra thực chất chính chiếc máy mới đang được thiết bị hỗ trợ để vận hành.
Sau đó, Redheffer chuyển tới New York, làm lại động cơ và tiếp tục trò lừa đảo để kiếm lợi. Tuy nhiên, một vị kĩ sư tại đó đã chỉ ra phát mình của ông là giả khi nghe thấy tiếng động cơ không đồng đều phát ra. Cuối cùng, anh ta phát hiện ra nó được vận hành nhờ một người đàn ông trong căn phòng lầu trên thông qua một chiếc tay quay. Sau khi bị lật tẩy, Redheffer quay lại Philadelphia. Ít lâu sau ông ta lại thông báo rằng mình vừa làm ra một chiếc máy khác, nhưng từ chối trưng bày nó cho bất kì ai. Ông xoay xở để có một tấm bằng sáng chế cho phát minh của mình vào năm 1820, nhưng sau đó không ai biết về tung tích của Redheffer nữa.

## Đời tư
Rất ít tài liệu nói về cuộc đời của Redheffer, ngoại trừ vụ lừa đảo của ông. Một nguồn tin cho biết ông đến từ phố người Đức ở Philadelphia, nhưng phần lớn thông tin chỉ nói rằng ông ta xuất hiện ở Philadelphia cùng với động cơ do ông chế tạo ra. Redheffer biến mất khỏi công chúng sau khi vụ bịp bợm bị lật tẩy, nên không còn ai biết về hành tung của ông nữa.

## Sự xuất hiện ở Philadelphia
Charles Redheffer và phát minh của ông bắt đầu trở nên nổi tiếng ở Philadelphia vào năm 1812. Ông tự cho rằng mình đã chế tạo thành công động cơ vĩnh cửu và trưng bày nó trong một ngôi nhà gần con sông Schuylkill, ngoại ô thành phố. Với mỗi lượt xem, ông thu phí 5 đô la (theo một số nguồn khác là 1 đô la) đối với đàn ông; 1 đô la đối với phụ nữ (hoặc thậm chí miễn phí theo một số nguồn). Chiếc máy đã làm công chúng phấn khích, và Redheffer kêu gọi mọi người lập quỹ để ông ta làm một phiên bản khác lớn hơn.
Vào ngày 21 tháng 1 năm 1813, 8 kiểm tra viên của thành phố được phái tới để xem xét phát minh của Redheffer, nhưng họ chỉ được phép quan sát thông qua một cửa sổ với nhiều thanh chắn, vì Redheffer nói rằng những người tới gần có thể làm hỏng chiếc máy. Kiểm tra viên mang tên Nathan Sellers đã đi cùng với cậu con trai Coleman. Cậu bé đã phát hiện một điều kì lạ với những chiếc bánh răng của động cơ. Redheffer đã nói rằng động cơ của ông giúp vận hành một thiết bị độc lập thông qua hệ thống các bánh răng và quả cân. Tuy nhiên Coleman nhận ra rằng một chiếc răng của bánh răng đã bị đặt sai hướng; cậu bé cho rằng thiết bị đó mới thật sự đang giúp vận hành chiếc máy của Redheffer.
Nathan Sellers tin rằng phát minh của Redheffer là một trò lừa đảo. Để chứng thực cho sự nghi ngờ của mình, ông thuê một kĩ sư địa phương tên Isaiah Lukens để làm một chiếc máy tương tự, sử dụng một mô tơ dạng máy đồng hồ ẩn làm nguồn năng lượng. Sau đó, họ sắp xếp một buổi trưng bày với sự có mặt của Redheffer, người ngay lập tức bị thuyết phục và ngỏ ý muốn mua lại chiếc máy đó. Cùng lúc đó, phát minh của Redheffer đã xuất hiện trên tờ tạp chí Philadelphia Gazette. Một kĩ sư tên Charles Gobort đã đề nghị một khoảng cá cược từ 6.000 đô la đến 10.000 đô la rằng chiếc máy chính là một phát minh vĩ đại, và rằng Redheffer đã thật sự tìm ra động cơ vĩnh cửu.

## Chuyển đến New York

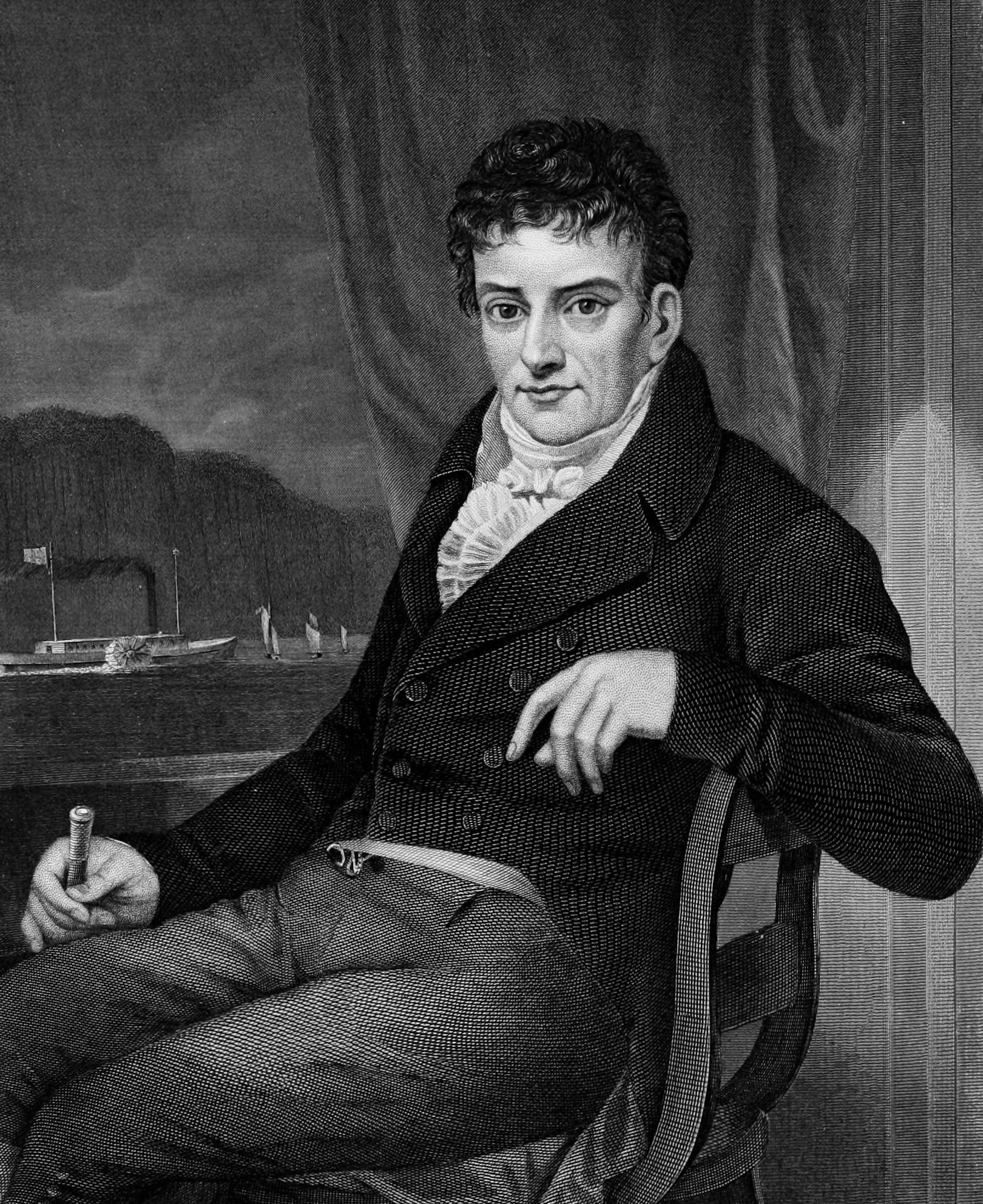
Robert Fulton, người phát hiện ra chiếc máy là một trò lừa đảo tại buổi trưng bày ở New York

Sau khi trò bịp bợm của mình bị phát giác, Redheffer nhanh chóng chuyển sang thành phố New York, nơi mà ông ta vẫn chưa được biết đến. Ông ta sửa lại chiếc máy sao cho khó bị lật tẩy, và một lần nữa trưng bày nó đến với người dân để thu lợi như cách ông ta đã làm ở Philedelphia.
Vị kĩ sư máy móc thiết bị nổi tiếng Robert Fulton cũng đến tham dự buổi trưng bày, và ông đã tinh ý nhận ra rằng nhịp của động cơ không đều nhau, cứ như nó được vận hành thủ công bằng một cái tay quay. Fulton cũng phát hiện rằng tiếng máy phát ra cũng không đồng đều và không hề giống với tiếng động cơ bình thường. Ông tuyên bố rằng phát minh của Redheffer thực chất là một trò lừa đảo và yêu cầu Redheffer để ông ta tìm ra nguồn năng lượng của chiếc máy; nếu không tìm được, Fulton sẽ đền bù toàn bộ thiệt hại. Redheffer đồng ý với yêu cầu đó, chính vì vậy Fulton đã phá vỡ bức tường bên cạnh nơi trưng bày chiếc máy và phát hiện ra một sợi dây catgut (một loại dây được làm từ ruột động vật). Sợi dây này dẫn từ động cơ của chiếc máy, xuyên qua tường và lên tầng phía trên, nơi Fulton đã tìm ra một cụ già vừa quay chiếc tay quay, vừa ăn bánh mì. Những người khác đến tham dự buổi trưng bày nhận ra họ đã bị lừa và phá huỷ chiếc máy; liền sau đó, Redheffer trốn khỏi New York.

## Những lần xuất hiện sau này
Redheffer dường như đã chế tạo một chiếc máy khác vào năm 1816, và ông ta dự định sẽ giới thiệu nó với một nhóm người bao gồm ngài thị trưởng và vị thẩm phán của Philadelphia. Tuy nhiên, sau một vài cuộc họp, Redheffer vẫn từ chối trưng bày phát minh của mình.
Vào ngày 11 tháng 7 năm 1820, Văn phòng đặc trách Nhãn hiệu và Bản quyền Hoa Kỳ (một đơn vị của Bộ Thương mại Hoa Kỳ) đã cấp bằng sáng chế cho Charles Redheffer với một thiết bị được xếp vào nhóm "máy móc với mục đích có được năng lượng". (Không may, những bằng sáng chế cho đến năm 1836 đều bị thất lạc trong trận cháy Văn phòng vào năm 1836. Nếu khôi phục lại được, bằng sáng chế của Redheffer sẽ mang số X3,215.)